# قنبریان (خیابان)
خیابان شهید قنبریان نام یکی از کوچه‌های محله نارمک در شرق تهران است که از طرف خیابان سهیلیان به طرف خیابان سمنگان یک طرفه است که در آن یکی از مهم‌ترین میدان‌های نارمک به نام میدان ۷۹ در آن واقع شده‌است. این خیابان از جنوب به تاج الدین و از شمال به ارشی راه دارد.